# 加利利

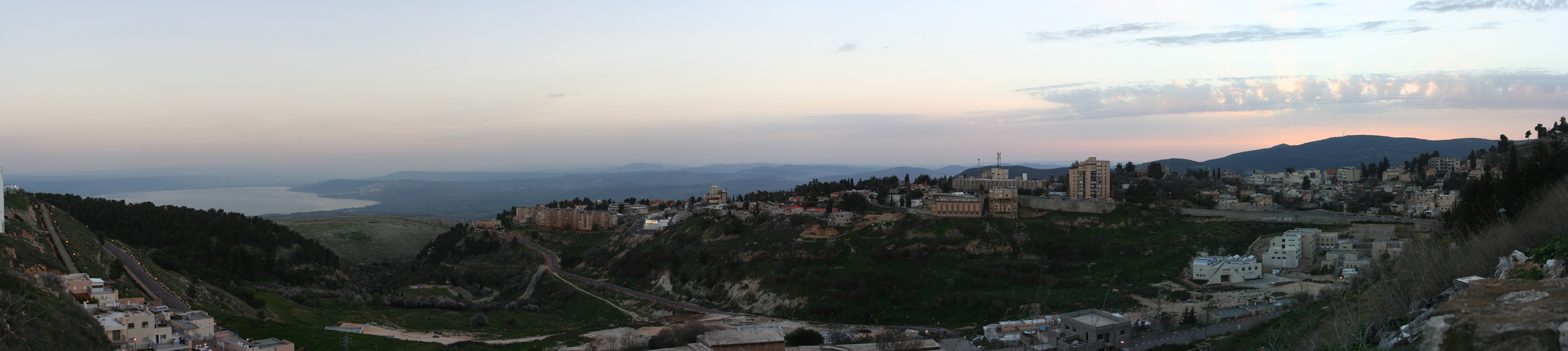
加利利“首府”采法特，背景是加利利海

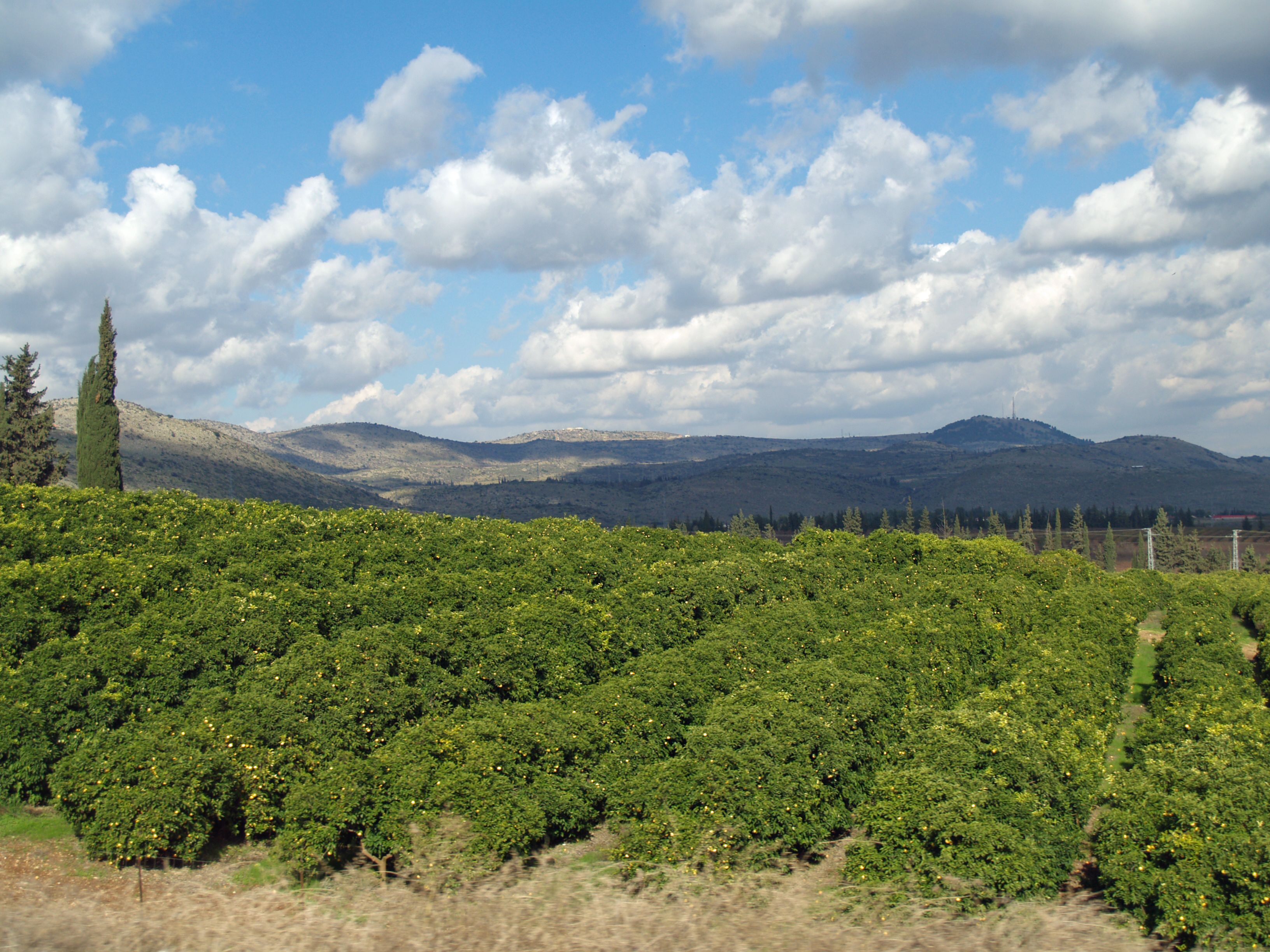
上加利利的一个果园

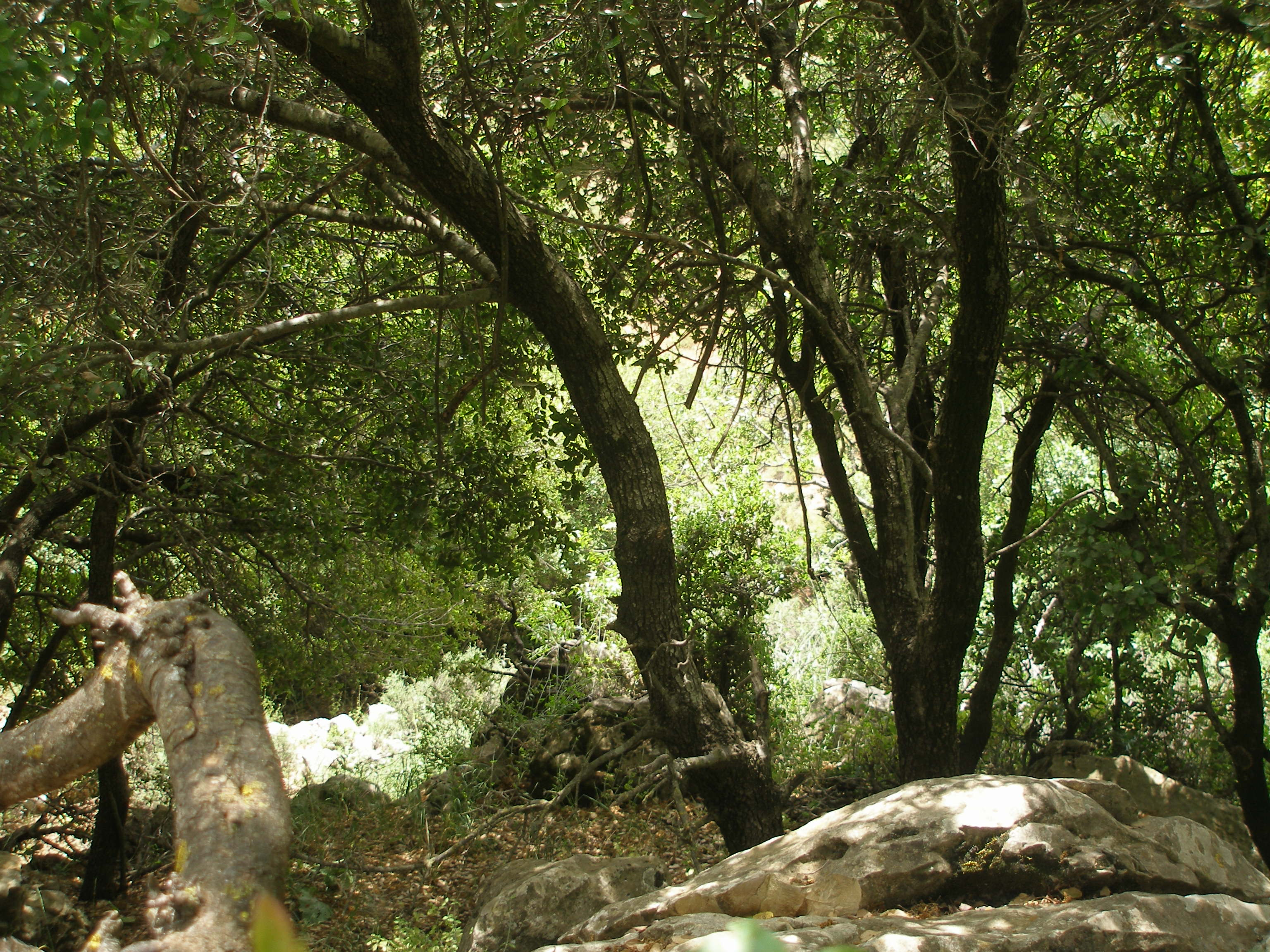
地中海森林

加利利或譯加里肋亞（希伯來語： הגליל），是以色列北部地区。1948年由以色列管理至今。目前加利利相当于以色列的北区。传统上分为上加利利、下加利利和西加利利，面积约占以色列的三分之一。北面到黑门山下，南到迦密山，东面到约旦裂谷，西到地中海海滨和以色列沿海平原。

## 地理
加利利的大部分地区多岩石，海拔高500到700米。由于有一些高大的山，与以色列其他地区相比，温度较低，而降雨较多，常见溪流与瀑布，动植物较为茂盛。加之有无数圣经中提到的古镇，该地区也是以色列主要的旅游区之一。
由于降雨较多（900-1200毫米）、温度适中，以及高山环境，上加利利拥有许多在以色列其他地方没有的动植物。
该地区较大城市包括阿卡、纳哈里亚、 拿撒勒、采法特、卡梅尔、沙古尔、阿富拉、提比里亚，主要港口城市海法是整个地区的商业中心。

## 人口
今天这一地区有许多阿拉伯人、德鲁兹人。2006年，120万居民中犹太人占46.9%。

## 聖經記載
加利利也以耶穌基督的故鄉而聞名於世。十二使徒的彼得、雅各和多默也都是當地人，在加利利海捕魚為業。